# Acanthoserolis schythei
Acanthoserolis schythei là một loài chân đều trong họ Serolidae. Loài này được Lütken miêu tả khoa học năm 1858.